# Zálesí (region)
Zálesí (rusky Залесье) nebo Opolje (Опо́лье) je zeměpisný název území odpovídajícího území Vladimirsko-suzdalského knížectví a Muromsko-rjazaňského knížectví za časů Kyjevské Rusi. V době Kyjevské Rusi se pod tímto termínem chápalo veškeré území, co je „za lesem“ z pohledu Kyjevské Rusi. Od 13. století byl pojem začleněn do pojmu „Rus“.
Dnes je na tomto území sever a západ Vladimirské oblasti, severovýchod Moskevské oblasti a jih Jaroslavská oblasti.